# Архитектура цифровых объектов
Архитектура цифровых объектов (англ. Digital Object Architecture, DOA) — архитектура для построения распределённой адресно-справочной системы идентификации и получения данных цифровых объектов в сети Интернет независимо от типа объектов.
Концепция DOA разработана в 1993—1995 годах в Corporation for National Research Initiatives (CNRI) в рамках проекта Computer Science Technical Reports (CSTR) по заказу Управления перспективных исследовательских проектов Министерства обороны США (англ. DARPA).
В DOA предложен технический дизайн универсальной структуры для цифровой библиотеки, призванной упорядочить огромное количество цифровых объектов, доступных в компьютерных сетях. В ходе дискуссий вокруг концепции DOA экспертное сообщество выработало принципы для перехода к настоящей цифровой библиотеке из тех сетевых сервисов, которые существовали на 1995 год.

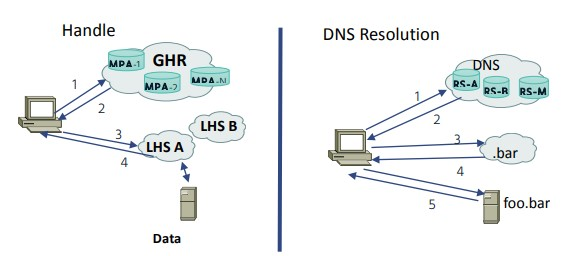
Ресолвинг хэндла в Handle System

DOA использует Handle System, описанную в трёх информационных RFC, опубликованных в 2003 году.

## СтруктураDOA
Зарегистрированный в DOA цифровой объект описан в структуре данных, которая хранится в реестрах адресно-справочной системы. Эта структура данных представляет собой идентификатор (дескриптор, англ. Handle) с уникальным именем (идентификационным словом или кодом) и информацией, содержащей описание цифрового объекта и метаданные, достаточные для получения данных цифрового объекта из информационной системы, в которой они хранятся.
Каждый идентификатор цифрового объекта уникален, постоянен (имя идентификатора в DOA не может быть изменено) и не зависит от физической или логической системы базы данных реестра.
Реестры идентификаторов цифровых объектов хранятся в иерархии реестров, которые образуют единую распределённую адресно-справочную систему идентификации и получения данных цифровых объектов по имени их идентификаторов:
- глобальный реестр идентификаторов (Global Handle Registry, GHR) — управляет всемирным корнем иерархии системы идентификаторов;
- локальные адресно-справочные системы (Local Handle Service, LHS) — управляют идентификаторами определённого вида.

GHR управляется некоммерческой организацией Фонд DONA (англ. DONA Foundation, DONA) при поддержке Международного союза электросвязи. Техническое обеспечение работы GHR осуществляют несколько организаций, которых называют Multi-Primary Administrators (MPA). Каждому MPA назначается префикс верхнего уровня, которого он может выделять субпрефиксы. Каждый MPA обслуживает свою GHR с идентификаторами, начинающимися с назначенным этому MPA префиксом.

## История
В начале 1990-х Управления перспективных исследовательских проектов Министерства обороны США (англ. DARPA) в рамках проекта Computer Science Technical Reports (CSTR) заказало в Corporation for National Research Initiatives (CNRI) разработать систему для упорядочения огромного количества цифровых объектов, уже доступных на тот момент в национальных компьютерных сетях США. За 1993—1995 годы исследователями Робертом Каном (Robert Kahn) и Робертом Виленски (Robert Wilensky) была проведена работа, результатом которой стала концепция каталогизации цифровых объектов под названием Digital Object Architecture (DOA, рус. Архитектура цифровых объектов). Первая публикация по DOA вышла в мае 1995 года, её индекс hdl: cnri.dlib/tn95-01.
Начавшаяся после первой публикации 1995 года дискуссия вокруг концепции DOA привела к выработке принципов для перехода к настоящей глобальной цифровой библиотеке от разрозненных сетевых сервисов, которые существовали в то время.

## ПринципыDOA
1. Идентификация: 
каждый цифровой объект получает уникальный постоянный идентификатор (Handle, DOI).
2. Метаданные: 
каждый объект описывается набором стандартных метаданных, в которых описано, как его обнаруживать, понимать и использовать.
3. Управление: 
разработана система управления, отвечающая за регистрацию идентификаторов, хранение метаданных и обеспечение доступа к объектам.
4. Разрешение (ресолвинг): 
зная идентификатор, можно получить информацию о том, где находится сам объект и как к нему получить доступ.

## КомпонентыDOA
Важнейшие компоненты DOA:
- цифровой объект — структурированная запись, содержащая данные, информацию о состоянии данных и метаданные (Цифровой объект может содержать не саму информацию, а указатели на местоположение этой информации);
- хранилище — система, в которой находится информация;
- идентификаторы (дескрипторы, англ. handles) — набор идентификаторов или дескрипторов (handles) цифровых объектов, которые являются уникальными, постоянными для каждого объекта и независимыми от физической или логической системы;
- система ресолвинга дескрипторов — система, используемая для преобразования дескрипторов в информацию о местоположении информации и её хранилищах;
- реестры — содержат коллекции объектов, доступных в хранилищах.

## Преимущества DOA
- Надежная идентификация и доступность цифровых объектов;
- стандартизированные метаданные для описания объектов;
- централизованное управление и распределенное хранение объектов;
- разделение идентификации и местоположения объектов.